# Miser et qui amat
Miser et qui amat  лат.(изговор: мисер ет кви амат) Несрећан је ко воли. (Плаут)

## Поријекло изреке
Изрекао, у смјени трећег у други вијек п. н. е., Тит Макције Плаут (лат Titus Maccius Plautus), славни писац комедија у римској књижевности,  

## Значење
Плаут, примјерено и његовој комедиографској суштини и заједљивости, сматра да је вољети, а не бити повријеђен, немогуће. Зато је несрећан ко воли.